# The Simpsons: Itchy & Scratchy Land
The Simpsons: Itchy & Scratchy Land è un videogioco per telefoni cellulari sviluppato nel 2008 da Electronic Arts Mobile, Twentieth Century Fox Film Corporation e Gracie Films.

## Trama e modalità di gioco
Il gioco prende in considerazione la storia dell'episodio "Grattachecca e Fichettolandia" della serie animata statunitense I Simpson. Lo stile e la struttura di questo videogioco sono simili al videogioco I Simpson - Fusione imminente.
I Simpson sono in visita al nuovo parco divertimenti "Grattachecca & Fichettolandia", quando un'orda di macchine assassine si ribella contro i turisti. Il giocatore impersonerà Homer, e dovrà salvare la sua famiglia e i turisti in pericolo.

## Personaggi
Nel videogioco compaiono:
- Homer Simpson
- Marge Simpson
- Bart Simpson
- Lisa Simpson
- Maggie Simpson
- Kirk Van Houten
- Milhouse Van Houten
- Montgomery Burns
- Waylon Smithers
- Jeff Albertson alias l'uomo dei fumetti (il quale fornirà consigli al giocatore)
- Cletus Spuckler
- Brandine Spuckler
- Grattachecca e Fichetto
- Ned Flanders
- Rod Flanders
- Todd Flanders
- Agnes Skinner
- Jeremy Peterson
- Gil Gunderson